# الصديق المهدي
الصديق المهدي هو سياسي سوداني سابق، ولد في أم درمان السودان عام 1911م. والده عبد الرحمن المهدي إمام الأنصار. والدته خديجة ابنة الخليفة شريف (خليفة الكرار) وأحد خلفاء المهدي .

## تعليمه
تلقى بعض الدروس في القرآن والفقه بخلوة مسجد الهجرة (الشهير بمسجد الإمام عبد الرحمن) بودنوباوي على يدي الفكي ود أحمد. ثم درس الكتاب بودنوباوي. تخرج من كلية غردون التذكارية قسم الهندسة، على ما يرجّح، عام 1933م.
شكّل هو وأحمد سليمان ومكي المنا وسبعة أعضاء آخرين لجنة الزعفران، وهي اللجنة المسئولة عن تسيير إضراب كلية غردون الشهير (نوفمبر 1931 - 31 يناير 1932م)، وهو الإضراب الذي قام للمطالبة بحقوق الطلاب في التعليم العالي الأكاديمي، وحقوق الخريجين الوظيفية، والذي ساهم الإمام عبد الرحمن –والده- بدور أساسي في إنجاح المفاوضات التي أنهته في 31 يناير 1932م.

## حياته العملية
بعد تخرجه من قسم الهندسة بكلية غردون توجه لالجزيرة أبا ومكث فترة فيها لتلقي المزيد من المعارف الدينية والعلوم، ولمعايشة الأنصار عن قرب والاشتراك في حياتهم الاجتماعية.
تقلّد بعد ذلك إدارة مشاريع والده دائرة المهدي بكافة أعمالها الزراعية، والعقارية، والتجارية.
شارك في العمل السياسي من حزب الأمة، وقاد وفد الجبهة الاستقلالية لمجلس الأمن في نيويورك 1947م، وذلك أثناء مناقشة مجلس الأمن للمسألة السودانية في الفترة من يوليو إلى سبتمبر 1947م وكان في الوفد أيضا عبد الله خليل، ومحمد صالح الشنقيطي، ومحمد أحمد المحجوب.
انتخب كأول رئيس لحزب الأمة عام 1949م(1). في الانتخابات العامة لعام 1953م فاز ممثلاً لحزب الأمة في دائرة كوستي الشمالية. وهي الانتخابات التي فاز فيها حزب الأمة بـ22 مقعدا في مقابل 53 مقعدا لمنافسه الأول الحزب الوطني الاتحادي، ولكن سرعان ما تتالت الانقسامات داخل الحزب الوطني الاتحادي بعد دخول الأزهري في مواجهة مع علي الميرغني زعيم الختمية. وفي نهاية يونيو 1956م سقطت حكومة الأزهري وتمّ تشكيل حكومة الائتلاف من حزب الأمة وحزب الشعب الديمقراطي الموالي للختمية، وتكونت الحكومة الجديدة برئاسة السيد عبد الله خليل سكرتير عام الحزب.
احتدم الخلاف بعدها داخل حزب الأمة بين تيار يقوده رئيس الحزب الصديق المهدي وسكرتير عام الحزب عبد الله خليل. التيار الأول كان يرى فض الائتلاف مع حزب الشعب الديمقراطي، وعقد ائتلاف بديل مع الحزب الوطني الاتحادي، وانتخاب إسماعيل الأزهري رئيسا للوزراء ضمن معادلة للإسراع بإجازة الدستور. الذي استقر في ذهن هذا التيار في حزب الأمة أن حزب الشعب الديمقراطي كان غير جاد في إجازة الدستور.
وكان واضحا من توازن القوى داخل حزب الأمة وداخل هيئته البرلمانية أن الحزب متجه نحو هذا الخيار، ولكن رئيس الوزراء آنذاك عبد الله خليل كان متشككا في صحة هذا الخيار، وقرر قطع الطريق أمام هذا الاحتمال وسلّم السلطة لقيادة القوات المسلحة ضمن اتفاق سياسي معهم على أن يرتبوا أوضاع البلاد ويضعوا لها دستورها وبعد ستة أشهر يعودوا إلى ثكناتهم.
كانت أغلبية حزب الأمة الممثلة في التيار الذي كان يقوده الرئيس رافضة للانقلاب وأول ضحاياه. ولكن استطاع رئيس الوزراء أن يقنع الإمام عبد الرحمن المهدي بهذه الأهداف فأخرج بيان التأييد للحكم العسكري وأذيع للجماهير البيان الذي تلاه عبد الرحمن علي طه قطب الحزب، بالرغم من أنه و13 من أعضاء المكتب السياسي للحزب، وعددهم الكلي 15، كان معارضا لتسليم السلطة للحكم العسكري.
حينما تم ذلك في 17 نوفمبر 1958م كان الصديق المهدي (رئيس الحزب) في رحلة لإيطاليا خارج البلاد فقطع رحلته ورجع للبلاد معبرا عن معارضته البالغة لإجراء تسليم السلطة للعسكر، وقام بقيادة معارضة حكم عبود.
بعد وفاة الإمام عبد الرحمن المهدي في 25 مارس 1959م تمت مبايعته إماما للأنصار. في هذه الفترة قاد عملية معارضة النظام العسكري قوميا حيث كان بيت الأمة «مجمع بيت الإمام المهدي وفيه قبة المهدي» هو مركز معارضة الحكم العسكري.
بادر بكتابة العديد من المذكرات الموجهة لقيادة الحكم العسكري بضرورة الإيفاء بعهودهم وإجراء الانتخابات العامة وإجراء التحول الديمقراطي وغير ذلك من المطالب القومية، وظل يعارض كافة الإجراءات التسلطية بيدي الحكم العسكري، حتى عدت وفاته بحق ضربة أساسية لحركة المعارضة للحكم العسكري.
تأثر تأثرًا بالغا بحوادث المولد الشهيرة في 21 أغسطس 1961م والتي هجمت فيها القوات الحكومية بالذخيرة الحية على معسكر الأنصار العزل بساحة المولد فأردت فيهم 17 من الشهداء، وتصدوا لها ببسالة وكبدوها بعض الخسائر في الأرواح برغم أنهم عزل بدون أسلحة. وأدى ذلك في النهاية إلى إصابة الإمام الصديق بالذبحة الصدرية حيث رقد طريح الفراش فترة ثم أسلم الروح إلى بارئها في 2 أكتوبر 1961م.

## وصيته
وهو على فراش المرض وبحضور الأطباء وعدد من الشهود أدى وصيته بعد أن طلب أن يمثل أمامه نجله الصادق المهدي وأملاه الوصية التالية:
وقال عن الشأن الأنصاري:

## أسرته
تزوج من ثلاث من قريباته هنّ:
- ابنة عمه علي: صفية علي المهدي، وأنجب منها صفوة الكرام، وعمر، وسميرة، وأصفى، وعلي.
- ابنة عمته أم سلمة: رحمة عبد الله جادالله وأنجب منها الصادق المهدي، وعصام الدين، وفيصل، ووصال، وصلاح الدين.
- وكريمة ابن عمته زينب: السيدة ملكة حسين الخليفة شريف، وأنجب منها مصطفى، ونور الشام، وصافية، وصديقة، وعبد الرحمن المتوكل.

## هامش
1 حينما تكون الحزب في مارس 1945 أنتخب السيد عبد الله خليل سكرتيرا عاما.